# La leyenda de la serpiente blanca
La leyenda de la serpiente blanca, es una leyenda china. Desde entonces ha sido presentado en un número de óperas chinas importantes, películas, y series televisivas.
El intento más temprano de retratar la historia en forma impresa aparece en La Dama de Blanco por la Eternidad en la Pagoda de Leifeng (白娘子永鎭雷峰塔) en la obra de Feng Menglong, Jingshi Tongyan , el cual estuvo escrito durante la Dinastía Ming.
La leyenda ahora se cuenta como uno de los cuatro grandes cuentos populares de China, siendo los otros 3 Señora Meng Jiang, Los Amantes Mariposa, y El Cowherd y la Chica de Tejedor (Niulang Zhinü).

## Historia básica
Lü Dongbin, uno de los Ocho Inmortales, se disfraza de vendedor de tangyuan en el Puente Roto cerca del Lago del Oeste en Hangzhou . Un niño llamado Xu Xian (許仙) compra tangyuan de Lü Dongbin sin saber que en realidad son píldoras de inmortalidad. Después de comerlas no siente hambre durante los próximos tres días, por lo que regresa para preguntarle al vendedor el por qué. Lü Dongbin se ríe, lleva a Xu Xian al puente y le hace vomitar el tangyuan en el lago.
En el lago mora un espíritu de culebra blanca que ha estado practicando artes mágicas taoístas. El espíritu se come las píldoras y obtiene 500 años de poderes mágicos. Por esto, el espíritu siente agradecimiento hacia Xu Xian y sus destinos se entrelazan. En el lago había otro espíritu, de galápago (o tortuga) entrenando y que no logró consumir ninguna de las píldoras por lo que se vuelve muy celoso de la serpiente blanca. 
Un día, la culebra blanca ve a un mendigo en el puente que ha atrapado una culebra verde y quiere sacarle la hiel para venderla. La culebra blanca se transforma en una mujer y compra la culebra verde del mendigo, salvando así la vida de la serpiente verde. La culebra verde está agradecida con la culebra blanca y considera la culebra blanca como una hermana mayor.
Dieciocho años más tarde, durante el festival de Qingming , las culebras blancas y verdes se transforman en dos mujeres jóvenes llamadas Bai Suzhen (白素貞) y Xiaoqing (小青), respectivamente. Se encuentran con Xu Xian en el Puente Roto en Hangzhou. Xu Xian les deja su paraguas porque está lloviendo. Xu Xian y Bai Suzhen se enamoran gradualmente y finalmente se casan. Se mudan a Zhenjiang, donde abren una tienda de medicamentos. 
Mientras tanto, el espíritu de la tortuga terrestre ha acumulado suficientes poderes para tomar forma humana, por lo que se transforma en un monje budista llamado Fahai (法海). Todavía enojada con Bai Suzhen, Fahai planea romper su relación con Xu Xian. Se acerca a Xu Xian y le dice que durante el Festival Duanwu su esposa debería beber vino realgar, una bebida alcohólica que se consume comúnmente durante ese festival. Bai Suzhen bebe el vino sin sospechar nada y revela su verdadera forma como una gran serpiente blanca. Xu Xian muere paralizado después de ver que su esposa no es humana. Bai Suzhen y Xiaoqing viajan al monte Emei, donde se enfrentan al peligro para robar una hierba mágica que devuelve la vida a Xu Xian.

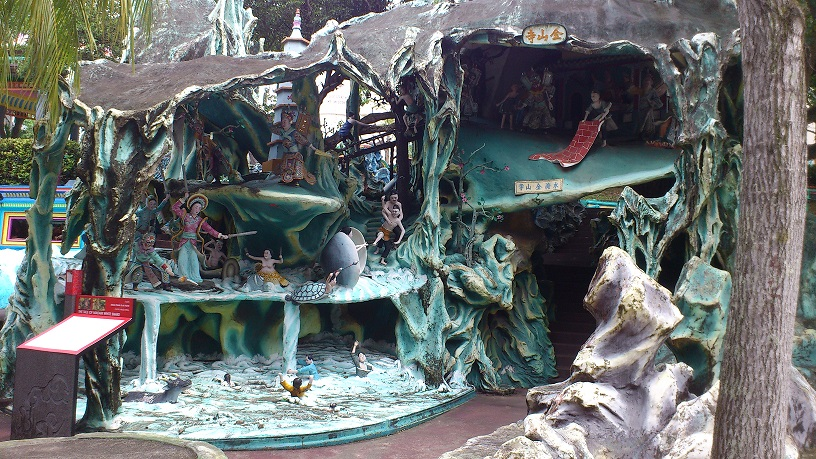
Diorama en Haw Par Villa, Singapur, describiendo la batalla entre Bai Suzhen y Fahai.

Después de volver a la vida, Xu Xian aún mantiene su amor por Bai Suzhen a pesar de conocer su verdadera naturaleza. Fahai intenta separarlos nuevamente capturando a Xu Xian y encarcelándolo en el Templo Jinshan. Bai Suzhen y Xiaoqing luchan con Fahai para rescatar a Xu Xian. Durante la batalla, Bai Suzhen usa sus poderes para inundar el templo, causando daños colaterales y ahogando a muchas personas inocentes en el proceso. Sin embargo, sus poderes son limitados porque ya está embarazada del hijo de Xu Xian, por lo que no logra salvar a su esposo. Xu Xian luego logra escapar del Templo Jinshan y reunirse con su esposa en Hangzhou, donde Bai Suzhen da a luz a su hijo, Xu Mengjiao (許 夢 蛟). Fahai los rastrea, derrota a Bai Suzhen y la encarcela en la Pagoda Leifeng. Xiaoqing huye, jurando venganza.
Veinte años después, Xu Mengjiao gana el puesto de zhuangyuan (erudito superior) en el examen imperial y regresa glorioso a casa para visitar a sus padres. Al mismo tiempo, Xiaoqing, que había pasado los años intermedios refinando sus poderes, va al Templo Jinshan para enfrentarse a Fahai y lo derrota. Bai Suzhen es liberada de la Pagoda Leifeng y se reúne con su esposo e hijo, mientras Fahai huye y se esconde dentro del estómago de un cangrejo. Hay un dicho que dice que la grasa interna de un cangrejo es naranja porque se parece al color de la kasaya de Fahai .

### Modificaciones y versiones alternativas
La serpiente blanca era conocida simplemente como la "Dama Blanca" o la "Doncella Blanca" (白娘子) en el cuento original de las Historias de Feng Menglong Jingshi Tongyan . El nombre "Bai Suzhen" se creó en una época posterior.
La historia original era una historia del bien y del mal, en la que el monje budista Fahai se dispuso a salvar el alma de Xu Xian del espíritu de la serpiente blanca, que fue representado como un demonio maligno. Sin embargo, a lo largo de los siglos, la leyenda ha evolucionado de un cuento de terror a una historia de romance, con Bai Suzhen y Xu Xian genuinamente enamorados el uno del otro a pesar de que su relación está prohibida por las leyes de la naturaleza.
Algunas adaptaciones de la leyenda en teatro, cine, televisión y otros medios han realizado amplias modificaciones a la historia original, incluidas las siguientes:
- La serpiente verde (Xiaoqing) es retratada como un antagonista traicionero que traiciona a la serpiente blanca, en contraposición a la representación tradicional de ella como la amiga íntima y confidente de la serpiente blanca.
- Alternativamente, la serpiente verde (Xiaoqing) está menos evolucionada y menos entrenada en comparación con la serpiente blanca (Bai Suzhen) y, por lo tanto, es menos consciente de lo que significa ser humano. Ella es más animal y, por ende, a veces está en desacuerdo con Bai Suzhen, lo que explica sus diferencias tanto en carácter como en acciones.
- Fahai es retratado en una luz más comprensiva en oposición a la descripción tradicional de él como un villano vengativo y celoso: rígido y autoritario, pero bien intencionado. Su historia de fondo también es diferente en algunas adaptaciones.
- Bai Suzhen es liberada de la Pagoda Leifeng porque la piedad filial de su hijo conmovió el cielo.
- Una versión retcon o revisionista de la historia relata que Xu Xian y Bai Suzhen eran en realidad inmortales que se enamoraron y fueron desterrados del cielo porque las leyes celestiales prohibían su romance. Se reencarnan como un ser humano masculino y un espíritu de serpiente blanca femenina respectivamente y comienza su historia.
- Otra historia alternativa es que Bai Suzhen fue rescatada por un dragón dorado en la pagoda Leifeng ocultando en el Hwang-He cerca de las provincias el mar de Buhai, ahí se percató sobre su existencia para saber si era un aliado, pero con el paso del tiempo se convirtió en su hermano mayor y maestro de Bai Suzhen. El dragón llamado Daishin Long Kai le otorgó la escencia de los dioses para derrotar a Fahai, tuvo un arduo entrenamiento por 100 años para refinar esa técnica y perfeccionarla, después Bai Suzhen derrotó fácilmente a Fahai utilizando el "Benzaiten" una técnica budista prohibida que sólo los dioses pueden dominarlo, se trata de una manipulación de la realidad que también puede afectar el tiempo y el espacio convirtiéndose en energía espiritual, esta es la razón por la que Fahai está perdiendo sus poderes y le quitó su ojo divino convirtiéndolo en cenizas ya que es el motivo de su inmortalidad, despues el dragón dorado tomó su forma humana convirtiéndose en la misma forma exacta de Xu Xian a un apuesto príncipe, Bai Suzhen se enamoró perdidamente de su maestro y se casaron, Bai Suzhen tomó el ojo divino de su frente y se convirtió en una diosa, después de 36 meses dieron luz y tuvo cuatro hijos que serían los próximos dragones celestiales:
- Kai Feng Wang (dragón safiro del sur)
- Kai Lao Xian (dragón diamante del oeste
- Kai Tai Sai (dragón esmeralda del este)
- Kai Fuxy Bai (dragón escarlata del norte) a pesar es la única mujer dragon que recibió la energía eminem que heredó de su madre.

Al morir Bai Suzhen, los dioses decidieron un destino justo convirtiéndoloa en una constelación y fue reencarnada en una joven doncella y así como el curso sigue. Mientras tanto después de 50 años Xiaoqing encontró a su hermana después de su estadía pero de repente Daishin Long Kai la interrumpe, diciendo que si se une junto con ella será su futura esposa, ella se negó y siguió con su camino pero al mismo tiempo apareció un aprendiz de Fahai llamado Wuan Hue, secuestro a Xiaoqing para robar su escencia pero Xiaobai (Bai Suzhen) lo sigue rápidamente para atacarlo, Wuan Hue no se quedó atrás, usó la lanza de Fuhai Tenshi para atacarla pero  Bai Suzhen es inevitable, Wuan Hue decidió sacar el corazón de Xiaoqing para comérselo y obtuvo el poder de la serpiente verde mezclado con su poder mágico pero este mismo instante de la nada apareció un broche de jade con magia pura y la perforó en su corazón hasta convertir en Bai Suzhen, Hue se sintió sorprendido con el poder de la diosa, después Daishin Long Kai pulverizó en el estómago de Wuan Hue para sacar el corazón de su amada y Bai Suzhen se aprovecha de él para derrotarlo, Daishin Long Kai revivió a Xiaoqing gracias a su sangre divina, y ella se enfrentó para cobrar venganza y dar el golpe de gracia a Wuan Hue y decidió matarlo y decide comérselo por completo. Después Xiaoqing perdonó a su hermana y prometido por toda su osadía ya que a pesar de ser un demonio siguió siendo ella misma y ellos tres ahora sí volvieron a estar juntos. Tiempo después Xiaoqing dió luz a una niña Qingjin Mei quien se convirtió en una guerrera y general del ejército dorado, así inspiró a su madre y a su padre en que será la próxima diosa y dragón dorado a la vez.
- Epílogo: Daishin Long Kai asesinó a Xu Xian por traicionar a Bai Suzhen por acudir a Fahai para derrotarla y por castigo divino lanzó un rayo que acabó con su existencia, es conocido como un dios justo y valeroso, además es representado como un legítimo héroe, y aunque sólo lo hizo por amor a Bai Suzhen, puede resultar que un dios y un demonio se enamoren por completo.
- Otro epílogo es Xu Mengjiao es el verdadero hijo de Daishin Long Kai que es producto de una infidelidad por parte de Bai Suzhen, por eso es la razón que acudió a Fahai para derrotar a la serpiente blanca.
- Epílogo final: Xiaoqing en realidad es una diosa caída del cielo por eso a causa de su castigo divino perdió sus recuerdos al convertirse en una serpiente y por esta simple razón la serpiente blanca lo encontró y se hizo su hermana, tiempo después se reencontró con el dragón dorado para proponer matrimonio junto a Bai Suzhen al convertir en una familia inquebrantable.